# Фуніков Ігор Львович
Ігор Львович Фуніков (24 липня 1960, Москва, СРСР) — радянський хокеїст, нападник. Рекордсмен харківського «Динамо» за кількістю голів у чемпіонатах СРСР.

## Спортивна кар'єра
Вихованець московського ЦСКА. Чемпіон СРСР серед молодіжних команд 1978 року. У складі юнацької збірної СРСР став срібним призером чемпіонату Європи 1978 року. Виступав за команди ЦСКА (Москва), СКА МВО (Калінін), «Динамо» (Харків) і «Торпедо» (Ярославль). За три сезони у вищій лізі провів 73 матчі (21+9). Більшу частину ігрової кар'єри відіграв за український клуб. Всього в чемпіонатах СРСР закинув 326 шайб.

## Статистика
| Сезон               | Команда               | Ліга                | І  | Г  | П  | 0  | Штр |
| ------------------- | --------------------- | ------------------- | -- | -- | -- | -- | --- |
| 1978-79             | ЦСКА (Москва)         | вища                | 1  | 1  | 0  | 1  | 0   |
| 1979-80             | СКА МВО (Калінін)     | друга               |    | 28 |    |    |     |
| 1980-81             | «Динамо» (Харків)     | друга               | 54 | 40 | 19 | 59 |     |
| 1980-81             | «Динамо» (Харків)     | друга               | 9  | 5  | 2  | 7  | 4   |
| 1981-82             | «Динамо» (Харків)     | друга               | 41 | 19 | 9  | 28 | 16  |
| 1981-82             | «Динамо» (Харків)     | друга               | 6  |    |    |    |     |
| 1982-83             | «Динамо» (Харків)     | перша               | 68 | 35 | 4  | 39 |     |
| 1983-84             | «Динамо» (Харків)     | перша               | 57 | 31 |    |    |     |
| 1984-85             | «Динамо» (Харків)     | перша               | 51 | 36 | 15 | 51 | 28  |
| 1985-86             | «Динамо» (Харків)     | перша               | 64 | 28 | 16 | 44 | 32  |
| 1986-87             | «Динамо» (Харків)     | перша               | 64 | 28 | 6  | 34 | 50  |
| 1987-88             | «Динамо» (Харків)     | перша               | 72 | 33 | 16 | 49 | 26  |
| 1988-89             | «Динамо» (Харків)     | вища                | 24 | 9  | 4  | 13 | 6   |
| 1988-89             | «Динамо» (Харків)     | перехідна           | 36 | 16 | 7  | 23 | 14  |
| 1989-90             | «Торпедо» (Ярославль) | вища                | 48 | 11 | 5  | 16 | 14  |
| Усього у вищій лізі | Усього у вищій лізі   | Усього у вищій лізі | 73 | 21 | 9  | 30 | 20  |